# 곽원갑

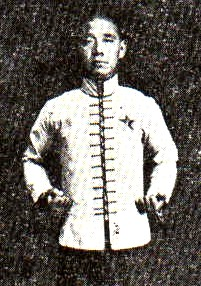
30대 시절의 곽원갑

곽원갑(중국어: 霍元甲, 병음: Huò Yuánjiǎ 훠위안자[*], 광둥어 발음: Fok Yuen-gap, 1868년 1월 18일~1910년 9월 14일)은 중국 청나라의 무술가, 민족운동가이다.
자(字)는 준경(俊卿)이다. 그는 19세기 후반부터 20세기 초반까지 활동한 중국의 무술가 중 한 사람으로, 상해에 근대적 무술 학교인 정무체육회(精武體育會)를 세운 공동 창립자이자 집안 대대로 전해 내려온 가전 무술 미종예(迷蹤藝)를 발전시킨 인물이다. 곽원갑은 중국에서 황비홍(黃飛鴻) 등과 함께 중국의 민족 영웅으로 여겨지고 있는데 이는 열강의 침탈이 극심하여 조국이 반식민지로 전락했을 때 공식적인 무대에서 열강의 격투가들을 꺾어 중국인들의 자존심을 살리고 외세의 콧대를 꺾었기 때문이다. 이런 그의 영웅적인 활약은 그의 일생에 관한 각종 전설과 신화를 낳았다. 그에 관한 전설은 지금까지도 영화와 TV 드라마 시리즈 등으로 꾸준히 각색되어 나오고 있다.
그의 대표적인 제자들로는 류전성(劉珍生, 유진생), 천궁저(陳公哲, 진공철), 자오옌화(趙燕華, 조연화) 등이 있다.

## 생애

### 어린 시절
훠위안자(곽원갑)은 1868년 1월 18일 천진(天津) 서청구(西靑區) 남하진(南河鎭)에서 곽은제(霍恩弟)의 10명의 자제 중 넷째로 태어났다. 곽원갑의 집안은 대대로 농사를 짓는 농사꾼 집안이었으나 곽원갑의 부친인 곽은제는 만주와 본토를 이동하며 무역을 하는 대상인들의 호위 무사로 활동했다. 그의 집안은 또한 가문 대대로 무술을 하는 집안이었으나 곽원갑은 어릴 적부터 몸이 유난히 약하고 잔병치레가 심해 이미 천식과 황달을 앓고 있었고 이러한 병들은 그의 생애 내내 주기적으로 재발하여 그를 괴롭혔다. 이러한 신체적 결함 때문에 부친 곽은제는 낙담하여 아들 곽원갑에게 무술을 가르치지 않았다. 어느 날 부친 곽은제는 일본으로부터 건너 온 한 사람으로부터 자신의 아들을 지도해달라는 부탁을 받고 그의 개인 교사가 되어 무술을 지도하게 된다. 이때, 곽원갑은 무술을 배우지 못하게 하려는 아버지의 바람을 무시하고 밤마다 아버지가 개인 지도하는 모습을 엿보며 몰래 연습했다고 한다.
1890년 그의 나이 23세 때, 허난의 한 무술가가 그의 집을 찾아와 대련을 신청하여 곽원갑의 큰 형과 그 무술가가 대련을 하게 되었다. 그 결과 곽원갑의 큰 형이 패배하여 온 집안이 충격에 빠졌는데 이때 곽원갑이 나서서 형을 쓰러트린 그 무술가와 대련을 하였고 그 무술가를 쓰러트렸다. 이 결투로 인해 곽원갑은 자신이 무술을 할 수 있다는 것을 공개적으로 증명할 수 있었고 이에 곽은제는 곽원갑을 제자로 받아들여 정식으로 무술을 전수하기 시작한다. 나중에 그는 이웃 지역의 무술가들과의 잦은 대련을 통해 그들을 제압하면서 명성을 계속 높일 수 있었다. 곽원갑은 부친 곽은제가 몸 담고 있는 상단 호위대에 가입하여 일하게 되었는데 하루는 승려들을 보호하는 임무를 맡게 되었다. 승려들을 호위하여 가는 도중 한 무리의 비적 떼가 내려와 약탈을 시도하였는데 곽원갑은 비적의 우두머리와 맞서 그를 쓰러트렸고 이 소식은 널리 퍼져 그의 명성을 더욱 높여주게 되었다.
1896년 29세에 그는 톈진에 자리를 잡고 그곳의 약국에서 수위 역할을 하며 생계를 유지하였다.

### 명성을 얻다
1901년 그의 나이 34세 때, 그는 러시아 출신 레슬러의 도전을 받게 되었다. 당시 그 레슬러는 공개적으로 중국인들을 가리켜 "동아병부"라 비하하고 다녔고 그의 기세에 눌린 중국 무술가들은 그의 도전을 아무도 수락하지 않았다. 하지만 곽원갑은 도전에 응했고 레슬러를 때려 눕혀 그가 했던 발언에 대한 사과를 받아내었고 이 사실은 신문에 대대적으로 보도되었다.
1909년과 1910년 사이 곽원갑은 상해로 여행을 가게 되었는데 그곳에서 영국 출신의 복서 오브리언의 도전을 받았다. 곽원갑과 오브리언은 경기의 룰에 대해 복싱 룰로 할 것인지 설전을 벌였는데 결국 쓰러져 일어나지 못하는 쪽이 지는 것으로 합의를 보았다. 그러나 오브리언은 곽원갑과 싸우는 것을 포기하고 그곳을 떠났다.

### 정무체육회
1910년 6월 그는 절친한 지기인 농경손과 정무체육회(精武體育會)를 공동으로 창립하여 초대 회장에 올랐다. 정무체육회는 그의 절친한 친구들 뿐만 아니라 일본 도쿄의 지인들에게서도 지원을 받아 나날이 발전하였다. 정무체육회는 근대적 학교의 성격을 띠고 있었으며 주로 무술을 가르쳐 중국인들의 체력을 양성하고 정신을 가다듬게 하였다. 현재 정무체육회는 전 세계적으로 가장 큰 무술 조직 중 하나로 발전하여 각각 일본, 홍콩, 마카오, 베트남, 말레이시아, 싱가포르, 폴란드, 영국, 미국 등 현재 세계 80여 곳의 지부를 두었고 회원 수만 40만명이 넘는 대규모의 무술 협회다.

### 사망
곽원갑은 정무체육회를 창립한 시기에 황달이 재발하고 결핵에까지 감염되어 고생하였다. 그는 일본인 의사로부터 진료를 받기 시작하였는데 그 의사는 상해에 지부를 둔 일본 유도 협회의 소속으로 곽원갑의 명성을 듣고 찾아온 사람이었다. 그에게서 진료를 받기 시작한 후부터 곽원갑의 건강은 극도로 악화되었고 결국 곽원갑은 1910년 9월 14일, 43세의 나이로 정무체육회를 만든지 불과 3개월 만에 사망하였다. 곽원갑과 그의 부인의 무덤은 1989년 이장되었는데 그의 사망 당시 그의 시신을 검시한 결과 그의 골반 뼈에서 검은 반점이 발견되었고 톈진 경찰 조사 결과, 독극물의 일종인 '비소'가 검출되어 수사에 난항을 겪게 되었다. 일반적으로 비소는 독극물의 일종이지만 2400여년 동안 중국에서 전통 의약의 일종으로도 상용되었기 때문에 곽원갑의 죽음이 누군가 악의를 가지고 의도적으로 독살한 것인지 아니면 치료를 위해서 비소를 쓰다가 부작용이 일어난 것인지 알 수가 없었기 때문이다. 곽원갑의 제자 중 한 명은 그의 스승이 독살되었다고 굳게 믿고 있었는데 일본 유도 협회의 소개로 찾아온 일본인 의사가 스승의 진료를 맡아 시작한 후로부터 오히려 스승의 건강이 악화된 점을 근거로 지적하였다. 곽원갑은 나중에 상해 적십자 병원에 입원하였는데 그곳에서 불과 2주 만에 사망하였다. 현재도 정무체육회의 일부 지도자들은 곽원갑의 죽음이 누군가의 독살일 것이라 추측하고 있다.

## 전설이 된 그의 생애
곽원갑의 생애는 영화와 TV 시리즈 등으로 각색되어 널리 알려졌다. 곽원갑을 주제로 한 영화와 TV 시리즈가 인기를 끄는 이유는 그가 열강의 침탈이 극심하던 시기에 외국 무술가들과의 격투를 통해 중국의 자존심을 살리고 그들의 콧대를 꺾어 중국인들의 자랑이기도 하면서 그의 생애가 매우 드라마틱하기 때문이다. 대개 그를 주제로 한 영화나 드라마는 그가 외세의 침탈 속에서 외국 무술가들을 꺾어 그들의 자존심을 짓밟자 이에 격분한 일본인들이 그를 독살하는 스토리가 주를 이루고 있다. 특히 세계적인 쿵푸 스타 이소룡(李小龍)은 그의 제자 진진 역을 맡아 스승의 사인을 밝히고 스승을 독살한 일본인들에게 복수를 한다는 스토리의 영화 정무문(精武門)으로 일약 스타가 되었으며 전쯔단(견자단, 甄子丹)과 리롄제(이연걸, 李連杰) 등이 역시 진진 역을 맡아 정무문의 시리즈를 이어갔다. 리롄제(이연걸)은 2006년 영화 <무인 곽원갑>으로 곽원갑의 일대기를 그리기도 하였다. 곽원갑은 이미 죽은지 100년이 지났으나 그의 생애는 전설이 되어 아직도 중국인들에게 정의의 사도로 기억되고 있다.

## 곽원갑에 대한 평가와 영향
최근 곽원갑이 태어난 고향인 '난허진'이 '징우(精武)'진으로 개명되었는데 이것은 곽원갑이 창시한 정무체육회의 이름을 본딴 것이다. 또한 톈진시는 곽원갑의 생가를 복원해 개방하고 그의 묘소도 새로 단장하는 한편 '곽원갑 무술학교'도 세웠다. 중국의 국부인 쑨원(孫文)은 정무체육회 창시를 높이 평가하여 '상무정신(尙武精神)'이란 친필 휘호를 내리고 정무체육회 역사를 서술한 '정무본기(精武本紀)'의 서문을 쓰기도 했다. 텐진시는 곽원갑의 출생지를 동시대의 유명 무술가 황비홍(黃飛鴻)의 고향인 광둥(廣東)성 불산(佛山)처럼 중국 전통무술의 '메카'로 조성할 계획이다.

## 같이 보기
- 브루스 리(이소룡), 전쯔단(견자단), 리롄제(이연걸) 등이 정무문 시리즈에서 맡았던 곽원갑의 제자 '진진'은 실제로 존재하지 않는 허구의 인물이다.
- 곽원갑의 후손은 2006년 <무인 곽원갑>의 개봉을 앞두고 영화의 스토리가 조상을 욕되게 한다며 이연걸(리롄제)과 우인태 감독에게 소송을 걸기도 했다.